# Korsch-Teleskop

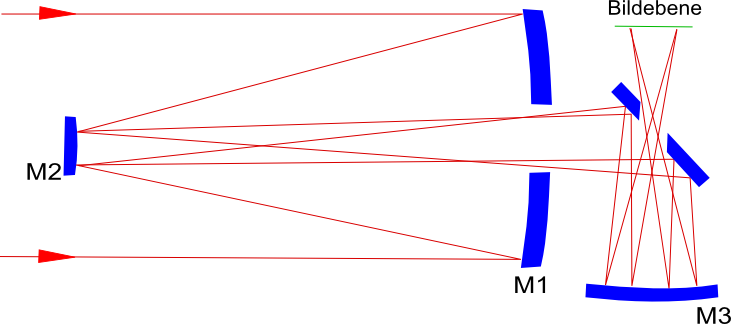
Strahlengang eines Korsch-Teleskops

Als Korsch-Teleskop werden Spiegelteleskope bezeichnet, die vom Cassegrain-Teleskop abgeleitet sind und sich von diesen durch ein drittes aktives optisches Element (in diesem Fall mindestens ein zusätzlicher Spiegel) unterscheiden. Als wesentliche Vorteile ergeben sich ein ebenes Bildfeld und weniger Streulicht in der Abbildungsebene.
Ein Korsch-Teleskop besteht aus einem ellipsoiden Primärspiegel (M1), einem hyperbolischen Sekundärspiegel (M2), einem ellipsoiden Tertiärspiegel (M3) sowie, je nach Ausprägung, aus einem oder mehreren planen Hilfsspiegeln. Die großen Vorteile dieser optischen Konstruktion in der Abbildungsleistung werden durch einen hohen Aufwand in der Berechnung und Fertigung der asphärischen Spiegel und durch sehr geringe Justagetoleranzen erkauft. Des Weiteren ergibt sich aufgrund des erforderlichen perforierten Ablenkspiegels ein ringförmiges Bild.
Die Konstruktion basiert auf einem Entwurf des Amerikaners Dietrich G. Korsch und wurde 1978 patentiert.

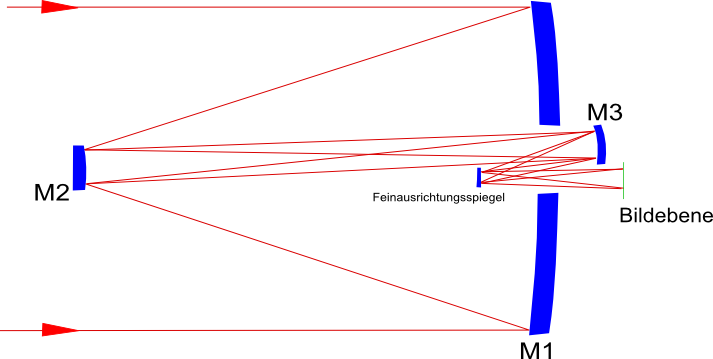
Strahlengang beim James Webb Space Teleskop

Das bekannteste Korsch-Teleskop ist das James Webb Space Telescope. Auch die Euclid-Mission der ESA und das 2-m-Teleskop des geplanten Satelliten SNAP basieren auf einem Korsch-Design, ebenso einige existierende wie auch geplante Erdbeobachtungssatelliten (MTG, EnMAP, Persona), letztgenannte auf dreispiegeligen Konstruktionen auf Korsch-Basis in Offset-Anordnung der optischen Achse (Schiefspiegler). Das Unternehmen Kodak bietet zudem das Teleskop als eine fertige Baugruppe an, welches teilweise auch abgewandelt in einer Reihe von Erderkundungssatelliten wie etwa Orbview, IKONOS und GeoEye eingesetzt wird.